# Chó lông gợn sóng Vizsla
Chó lông gợn sóng Vizsla (tiếng Anh: The Wirehaired Vizsla; tiếng Anh số nhiều: Vizslas hoặc đôi khi Vizslak, dựa trên từ vizslák là số nhiều từ tiếng Hungary), là một giống chó có nguồn gốc từ Hungary. Chó lông gợn sóng Vizsla được biết đến với danh tiếng là một giống chó săn tuyệt vời, ngoài ra còn có tính cách phù hợp để trở thành một vật nuôi trong gia đình. Các con chó giống này đóng vai trò là một thợ săn linh hoạt, được tự nhiên ưu đãi với một khứu giác tuyệt vời và khả năng huấn luyện trội trên mức trung bình. Mặc dù chúng sinh động, nhẹ nhàng, lịch sự, trìu mến và nhạy cảm, chúng cũng không sợ hãi và sở hữu bản năng bảo vệ phát triển tốt. Giống chó này này có sự kiên định, là một giống chó săn tuyệt vời và có quyết tâm duy trì khả năng về khứu giác của chúng ngay cả khi đang bơi. Sự xuất hiện về tổng thể cho thấy chúng chó những phẩm chất của một con chó chỉ điểm đa mục đích, với sức chịu đựng, khả năng làm việc và một bản chất dễ dàng làm hài lòng chủ nhân. Đây là một giống chó đại diện cho quyền lực và việc lùa gia súc trong lĩnh vực này, nhưng đồng thời cũng đóng vai trò là một người bạn đồng hành dễ sai khiến và dễ thương trong nhà.